# Roussillon (comarque)
Pour les articles homonymes, voir Roussillon.
Le Roussillon (en catalan : Rosselló) est  un ancien comté catalan, aujourd'hui intégré au département des Pyrénées-Orientales. Il comprend les subdivisions suivantes : le Ribéral, la Salanque, la Côte Vermeille, les Albères et la plaine du Roussillon.
Il est limité au sud par la frontière franco-espagnole située sur le massif des Albères, à l'ouest par le massif du Canigou, au nord par les Corbières, à l'est par la mer Méditerranée.

## Géologie
Le Roussillon est situé sur un fossé d'effondrement dont la formation est contemporaine de celle des Pyrénées. Il s'est comblé à l'ère tertiaire et au quaternaire de matériaux détritiques et d'alluvions pouvant atteindre quatre kilomètres d'épaisseur.

## Entités politiques historiques
L'histoire du Roussillon se retrouve, suivant les périodes, intégrée dans des territoires plus vastes, des organisations politiques très différentes : 
- la Gaule narbonnaise ;
- le royaume de Majorque ;
- le comté de Roussillon pour son histoire au Moyen Âge, jusqu’à son rattachement à la principauté de Catalogne ;
- la province du Roussillon ;
- la généralité de Perpignan ;
- la Catalogne.
- le Languedoc-Roussillon ;
- le Languedoc-Roussillon-Midi-Pyrénées devenu l’Occitanie.

Le Roussillon, avec le Capcir, la partie française de la Cerdagne, le Conflent et le Vallespir a été rattaché à la France lors du traité des Pyrénées signé le 7 novembre 1659.
De nos jours, subsistent encore de nombreux liens avec la Catalogne :
- la langue, le catalan et le dialecte roussillonais (environ 43 %[réf. nécessaire] des habitants des Pyrénées-Orientales parlent ou comprennent le catalan) ;
- la culture : le folklore comme la sardane, la cuisine, le drapeau de la Catalogne, commun à celui de la couronne d'Aragon et de sa zone d'influence ;
- les loisirs : clubs sportifs, montagne catalane, etc.

Le département des Pyrénées-Orientales, dont fait partie le Roussillon, est parfois appelé Catalogne nord (voire Catalunya nord), lorsque le locuteur veut insister sur la culture catalane de cette région. La Catalogne nord forme avec la communauté autonome de Catalogne un territoire culturel nommé Catalogne.